# Regierung Robert Fico I
Die Regierung Robert Fico I amtierte als Regierung der Slowakei vom 4. Juli 2006 bis zum 8. Juli 2010 unter Ministerpräsident Robert Fico. Sie bestand als Dreierkoalition aus den Parteien Smer-SD, ĽS-HZDS und SNS.

## Allgemeines
Im Juni 2006 fanden in der Slowakei vorgezogene Neuwahlen statt. Sie wurden notwendig, nachdem Mikuláš Dzurindas Regierungskoalition die Parlamentsmehrheit verloren hatte, da sie sukzessive von den Parteien ANO (Allianz des neuen Bürgers) und KDH (Christlich-demokratische Bewegung) verlassen wurde. Die KDH verließ die Koalition Anfang Februar 2006, da ihr Anliegen, dass die Slowakei mit dem Vatikan einen internationalen Vertrag über einen (katholischen) „Gewissensvorbehalt“ für Bürger der Slowakei abschließe, von Dzurinda abgelehnt wurde.
Die Wahlen endeten mit einem Sieg des bisherigen Oppositionspolitikers Robert Fico und seiner Partei Smer-SD (Richtung - Sozialdemokratie). Die Partei Mikuláš Dzurindas, die SDKÚ, wurde zweitstärkste Fraktion, es war ihr aber nicht mehr möglich, eine regierungsfähige Koalition zu bilden. Eine Woche nach der Wahl schloss Fico mit den Parteien ĽS-HZDS unter Expremier Vladimír Mečiar und SNS (Slovenská národná strana) unter Ján Slota einen Koalitionsvertrag.

## Koalitionsparteien
| Partei | Partei | Partei | Ausrichtung                         | Wähleranteil | Abgeordnete | Ministerien | Parteichef      |
| ------ | ------ | --- | ----------------------------------- | ------------ | ----------- | ----------- | --------------- |
|        |        | Smer – sociálna demokracia (Smer-SD) Richtung – Sozialdemokratie                                                  | Linkspopulisten, Sozialdemokraten   | 29,1 %       | 50/150      | 11          | Robert Fico     |
|        |        | Slovenská národná strana (SNS) (Slowakische Nationalpartei)                                                       | Nationalisten, Nationalkonservative | 11,7 %       | 20/150      | 3           | Ján Slota       |
|        |        | Ľudová strana – Hnutie za demokratické Slovensko (ĽS-HZDS) Volkspartei – Bewegung für eine demokratische Slowakei | Populisten, Linksnationalisten      | 8,8 %        | 15/150      | 2           | Vladimír Mečiar |

## Regierungskabinett
| Portfolio                                                                                               | Minister          | Partei | Partei                        |
| --- | ----------------- | ------ | ----------------------------- |
| Ministerpräsident                                                                                       | Robert Fico       |        | Smer-SD                       |
| Vize-Premierminister, Wissensgesellschaft, europäische Angelegenheiten, Menschenrechte und Minderheiten | Dušan Čaplovič    |        | Smer-SD                       |
| Vize-Premierminister, Innenministerium                                                                  | Robert Kaliňák    |        | Smer-SD                       |
| Finanzministerium                                                                                       | Ján Počiatek      |        | Smer-SD                       |
| Außenministerium                                                                                        | Ján Kubiš         |        | Smer-SD                       |
| Außenministerium                                                                                        | Miroslav Lajčák   |        | parteilos (Vorschlag Smer-SD) |
| Wirtschaftsministerium                                                                                  | Ľubomír Jahnátek  |        | Smer-SD                       |
| Ministerium für Transport, Post und Telekommunikation                                                   | Ľubomír Vážny     |        | Smer-SD                       |
| Gesundheitsministerium                                                                                  | Ivan Valentovič   |        | Smer-SD                       |
| Gesundheitsministerium                                                                                  | Richard Raši      |        | Smer-SD                       |
| Verteidigungsministerium                                                                                | František Kašický |        | Smer-SD                       |
| Verteidigungsministerium                                                                                | Jaroslav Baška    |        | Smer-SD                       |
| Kulturministerium                                                                                       | Marek Maďarič     |        | Smer-SD                       |
| Ministerium für Arbeit, Soziales und Familie                                                            | Viera Tomanová    |        | Smer-SD                       |
| Vize-Premierminister, Bildung                                                                           | Ján Mikolaj       |        | SNS                           |
| Ministerium für Bau und regionale Entwicklung (am 1. Juli 2010 aufgelöst)                               | Igor Štefanov     |        | SNS                           |
| Ministerium für Bau und regionale Entwicklung (am 1. Juli 2010 aufgelöst)                               | Ján Mikolaj       |        | SNS                           |
| Umweltministerium                                                                                       | Viliam Turský     |        | SNS                           |
| Umweltministerium                                                                                       | Ján Chrbet        |        | SNS                           |
| Umweltministerium                                                                                       | Jaroslav Izák     |        | SNS                           |
| Umweltministerium                                                                                       | Jozef Medveď      |        | parteilos (Vorschlag Smer-SD) |
| Vize-Premierminister, Justizministerium                                                                 | Štefan Harabin    |        | parteilos (Vorschlag ĽS-HZDS) |
| Vize-Premierminister, Justizministerium                                                                 | Viera Petríková   |        | ĽS-HZDS                       |
| Landwirtschaftsministerium                                                                              | Stanislav Becík   |        | ĽS-HZDS                       |

## Politik der Slowakei unter der Regierung Fico I
Die Fico-Regierung hat Rentnern eine spezielle „Weihnachtsrente“ auszahlen lassen, die Umsatzsteuer für Medikamente und Bücher von 19 % auf 10 % gesenkt, die von der Dzurinda-Regierung eingeführten Gebühren beim Arzt wieder abgeschafft, die Rezeptgebühr gesenkt, die geplante Privatisierung von einigen Krankenhäusern ausgesetzt, Anpassungen der von der Dzurinda-Regierung durchgeführten Pensionsreform (um ein sich anbahnendes hohes Defizit bei den Sozialleistungen zu verhindern) vorgenommen, Anpassungen des Arbeitsgesetzbuches zur Erhöhung des Arbeitnehmerschutzes vorgenommen, den Bau der Autobahn von Bratislava bis Košice beschleunigt, und Gehaltserhöhungen für die (seit Jahren unterbezahlten) Ärzte und Lehrer stehen an. Diese Maßnahmen werden einerseits durch das derzeit starke BIP-Wachstum (2007: 10,4 %), andererseits durch Sparmaßnahmen im öffentlichen Sektor finanziert.
Außenpolitisch lehnte sich die Slowakei mehr an Russland an und stärkte die Beziehungen zu verschiedenen Nicht-EU-Staaten wie Serbien, Libyen und China. So ließ die Slowakei russische MiG-Jäger modernisieren, anstatt neue Jäger im Westen zu kaufen. Außerdem verurteilte Fico Georgien im Jahr 2008 für die Aggression gegen Südossetien. Fico steht dem Bau eines US-Raketenabwehrsystems in Polen und der Tschechischen Republik äußerst kritisch gegenüber (genau wie Russland).
Am 21. Dezember 2007 fielen die Grenzkontrollen nach dem Beitritt der Slowakei zum Schengener Abkommen weg.
Im Bereich der Pressefreiheit hat die Slowakei 2007 im Press Freedom Index, der von der Organisation Reporter ohne Grenzen erstellt wird, in einer Weltrangliste von 169 Ländern den 3. Platz belegt (zusammen mit Estland; nach Norwegen und Island). 2009 stand sie auf Platz 44, zusammen mit Spanien und Kap Verde.
Im wirtschaftlichen Bereich überstieg indessen 2007 und 2008 das Wirtschaftswachstum sämtliche Erwartungen, 2007 erreichte es 10,4 % (im 4. Quartal 2007 14,3 % gegenüber dem Vorjahresquartal).
Am 1. Januar 2009 wurde der Euro eingeführt. Die Regierung rechnet trotz der globalen Finanzkrise für das Jahr 2009 vorerst (Stand Ende Dezember 2008) mit einem Wirtschaftswachstum von 4,7 %, was das höchste Wirtschaftswachstum in der EU wäre.
Bei den Präsidentschaftswahlen am 21. März 2009 qualifizierten sich Ivan Gašparovič mit 46,27 % der Stimmen und Iveta Radičová mit 37,70 % für die zweite Wahlrunde. Bei der Stichwahl am 4. April 2009 gewann Gašparovič 55,53 % der Stimmen und wird damit voraussichtlich bis 2014 im Amt bleiben.
Bei den Parlamentswahlen am 12. Juni 2010 verlor die bisherige Koalition ihre Parlamentsmehrheit; die bürgerliche Opposition dagegen gewann mehr Sitze. Da Premierminister Fico keine neue Regierung bilden konnte, trat die Regierung am 8. Juli 2010 ab, als Iveta Radičová als neue Premierministerin ernannt wurde.